# ملعب رولان جاروس
ملعب رولان جاروس هو ملعب كرة مضرب ترابي شيد سنة 1928 لاحتضان منافسات كأس ديفيس. وسمي الملعب باسم رولان جاروس احتراما لرولان جاروس الطيار الفرنسي. كانت بطولة رولاند جاروس تقام على ملعب الإستاد الفرنسي قبل تشييد الملعب. أرض الملعب التي تبلغ مساحتها حوالي ثلاثين ألف متر مربع أعطيت من قبل الاستاد الفرنسي للاتحاد الفيدرالي الفرنسي للتنس واشترط أن يسمي الملعب على اسم رولان جاروس الذي كان أحد أعضاء النادي. يتكون ملعب رولان جاروس من 24 ملعب وأهمها وأكبرها هي الملعب الرئيسي وملعب فيليب شاترييه وملعب سوزان لنجلن.